# Ut av mørket
Ut av mørket är en norsk svartvit dramafilm från 1958 i regi av Arild Brinchmann. I rollerna ses bland andra Urda Arneberg, Pål Skjønberg och Ola Isene.

## Handling
Per Holm är en talangfull, framåtsträvande arkitekt. Kari arbetar på kontor och är mer sensitiv än de flesta. När hon blir befordrad till chefens sekreterare blir hon rädd att hon inte ska klara uppgiften. Hon träffar Per och de blir förälskade och gifter sig. Makarna saknar ömsesidig förståelse för varandras situation och person. Per vinner en arkitekttävling och försummar samtidigt Kari, som genomgår en svår tid. När hon blir gravid förvärras hennes tillstånd ytterligare och hon insjuknar.

## Rollista
- Urda Arneberg – Kari Holm, kontorist
- Pål Skjønberg – Per Holm, arkitekt
- Evy Engelsborg – sjuksyster
- Helge Essmar
- Karen-Marie Flagstad
- Lizzie Florelius
- Bonne Gauguin
- Per Gjersøe
- Gunvor Hall
- Marit Halset – Krag, doktor
- Sonja Heiberg
- Mona Hofland – Liv Holst, Per Holms kollega
- Betzy Holter
- Ella Hval
- Ola Isene – Enger, överläkare
- Erling Lindahl – läkare
- Alfred Maurstad – direktör
- Ragnhild Michelsen
- Henny Moan – patient
- Kari Nordseth
- Arne Riis
- Siri Rom
- Anita Rummelhoff
- Turid Steen (pasient)
- Aagot Støkken
- Svend Svendsen
- Johan Sverre
- Liv Thorsen
- Else-Marie Toms
- Unni Torkildsen
- Tone Tveteraas
- Ingrid Øvre

## Om filmen
Ut av mørket producerades av Norsk Film A/S och M.T. Film AS. Filmen regisserades av Arild Brinchmann som även bearbetade Alex Brinchmanns manus tillsammans med Kjell von Krogh. Fotograf var Sverre Bergli och klippare Sølve Kern. Musiken komponerades av Gunnar Sønstevold.
Filmen hade premiär den 27 februari 1958 i Norge. Den visades även vid Berlins filmfestival i juli 1958 och hade då titeln Zurück ins Leben.